# Австро-російська угода (1897)
Австро-російська угода 1897 — таємна угода про збереження статус-кво на Балканському півострові.
У травні 1897 міністри закордонних справ Росії та Австро-Угорщини М. Н. Муравйов і граф Аґенор Ґолуховський обмінялися листами. В результаті було досягнуто австро-російської угоди про збереження статус-кво на Балканах. Договір виявив значні розбіжності з питань проток та австрійської присутності у Ново-Пазарському санджаку. Досягнути домовленості передбачалося у майбутньому.